# جورج باري
جورج باري (بالإنجليزية: George Barrie)‏ هو منتج أفلام أمريكي، ولد في 9 فبراير 1912، وتوفي في 16 نوفمبر 2002.

## وصلات خارجية
- جورج باري على موقع IMDb (الإنجليزية)
- جورج باري على موقع ميوزك برينز (الإنجليزية)